# Сан Микеле (Новара)
Сан Микеле је насеље у Италији у округу Новара, региону Пијемонт.
Према процени из 2011. у насељу је живело 39 становника. Насеље се налази на надморској висини од 242 м.